# Dekanat Florydy Południowej
Dekanat Florydy Południowej – jeden z sześciu dekanatów diecezji Południa Kościoła Prawosławnego w Ameryce.
Na terytorium dekanatu znajdują się następujące parafie:
- Parafia św. Mikołaja w Fort Lauderdale
- Parafia Krzyża Pańskiego w Fort Myers
- Parafia św. Hermana z Alaski w Lake Worth
- Parafia Świętych Piotra i Pawła w Miami
- Parafia Chrystusa Zbawiciela w Miami
- Parafia Ducha Świętego w Venice

Ponadto w dekanacie działają trzy placówki misyjne: św. Piotra Apostoła w Jupiter, św. Dymitra w Naples oraz św. Jakuba w Port St. Lucie.